# Kupczykowa

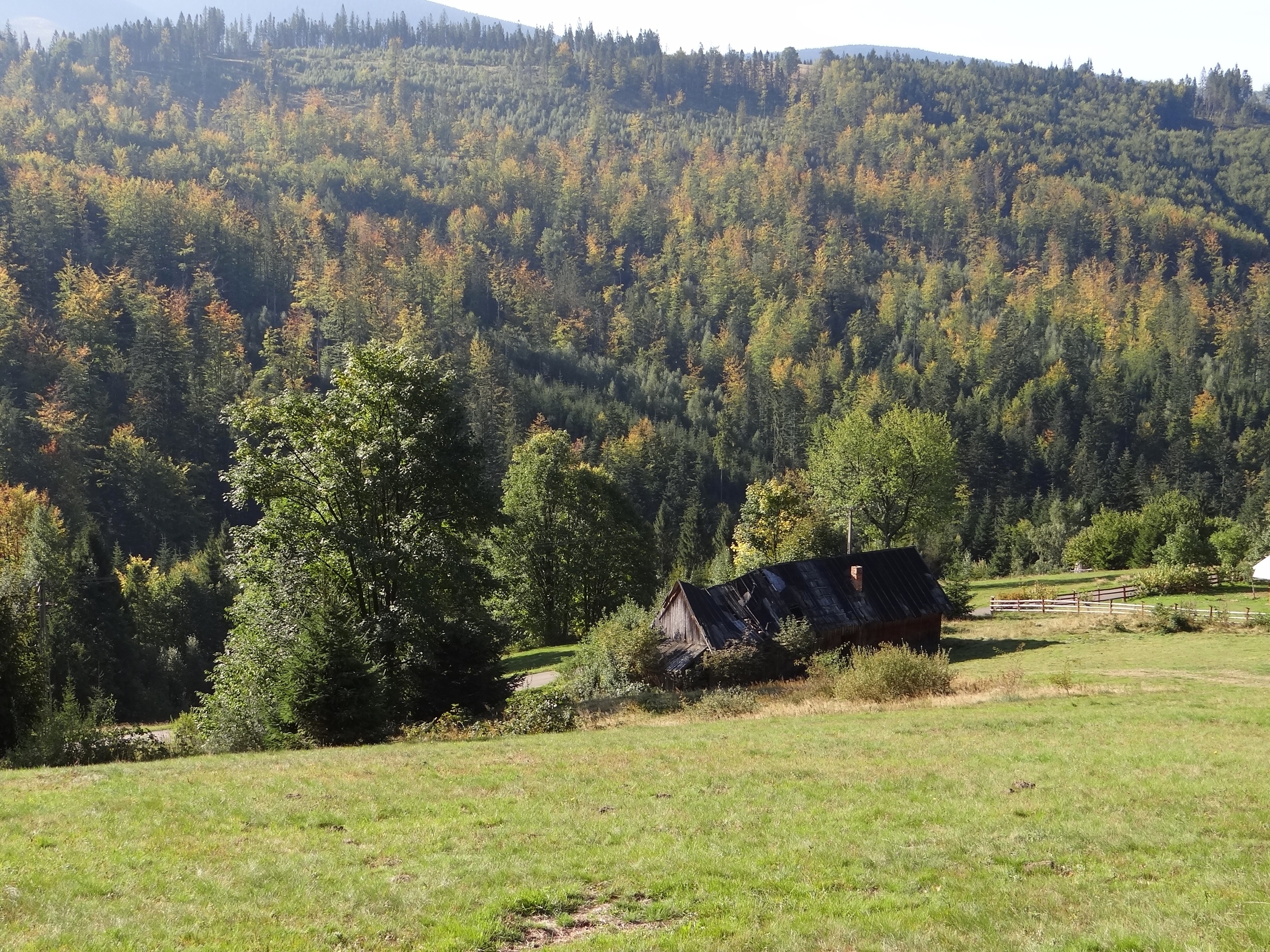
Hala Kupczykowa i dolina potoku Romanka

Kupczykowa – duża polana w Beskidzie Żywiecko-Orawskim w miejscowości Żabnica w województwie śląskim, w powiecie żywieckim, w gminie Węgierska Górka. Znajduje się na południowo-zachodnich stokach Suchego Gronia, pomiędzy potokiem Romanka i Suchym Potokiem, na wysokości 680–870 m n.p.m. i dochodzi na sam grzbiet Suchego Gronia. Jest zabudowana, znajduje się na niej kilka domów (niektóre już opuszczone), pola uprawne, pastwiska. Na mapie Geoportalu są tutaj dwie polany: Kupczykowa i Płone, nazwa tej drugiej pochodzi od nazwy pobliskiego przysiółka Płone.
Górną częścią Hali Kupczykowej (grzbietem Suchego Gronia) przebiegają dwa szlaki turystyki pieszej, natomiast przez całą długość hali prowadzi szlak turystyki rowerowej. Dzięki odkrytym terenom pól rozciągają się z tych szlaków szerokie panoramy widokowe. Do polany dochodzi z Żabnicy – Skałki doliną potoku Romanka droga (zakaz wjazdu pojazdów samochodowych).

## Szlaki turystyczne
czerwony: Węgierska Górka – Abrahamów – schronisko „Słowianka” – hala Pawlusia – hala Rysianka (Główny Szlak Beskidzki)
 niebieski: Bystra – Lachowe Młaki – hala Słowianka – Romanka – Kotarnica – Sopotnia Mała
 czarny: Żabnica Skałka – dolina potoku Romanka – Hala Kupczykowa – schronisko „Słowianka”